# Hôtel Feydeau de Montholon
L’hôtel Feydeau de Montholon est un hôtel particulier situé à Paris en France.

## Localisation
Il est situé aux 35 quai des Grands-Augustins et 2 rue Séguier, dans le 6e arrondissement de Paris.

## Histoire
Cet édifice était la résidence parisienne de François-de-Paule Feydeau (1676-1710), seigneur du Plessis-Saint-Antoine et de Trancault, baron de Bourdenay, conseiller au Parlement de Paris, et de son épouse Catherine-Gabrielle de Montholon. 
Le mathématicien Pierre-Simon de Laplace (1749-1827) y habita par la suite. 
Cet hôtel particulier abrita aussi la librairie Didot, dont l'enseigne était La Bible d'Or. 
Le monument fait l’objet d’un classement au titre des monuments historiques depuis le 31 janvier 1969 pour la façade et la toiture sur la rue Séguier, et il fait également l'objet d'une inscription depuis cette même date pour ses façades et toitures sur cour.